# 中国俄罗斯友好协会

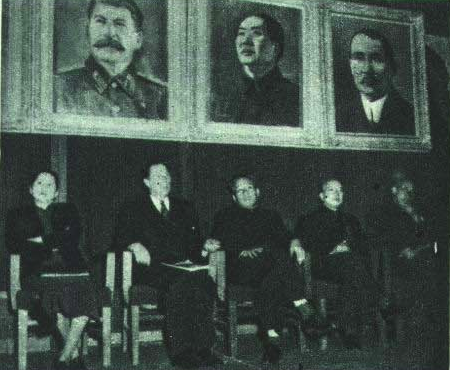
1950年10月5日，中苏友好协会成立一周年，宋庆龄、罗申、刘少奇、李济深出席

中国俄罗斯友好协会（简称中俄友好协会或中俄友协），隶属于中國人民對外友好協會。是中华人民共和国政府设立的，中华人民共和国与俄罗斯联邦之间的官方性民间外交团体。前身是1949年10月5日成立的中苏友好协会，简称“中苏友协”。

## 历史
在中华人民共和国建立之前的1949年7月16日，中国共产党政权即在北平中南海怀仁堂召开中苏友好协会发起大会。协会筹委会由宋庆龄、刘少奇、周恩来、郭沫若等八十一人组成，干事会由钱俊瑞等十八人组成。协会实质是由中华人民共和国政府领导的群众组织。至1950年4月，协会已在中国大多数省份建立分会。到1952年10月，协会已成为当时中国最大的群众团体，会员达3890万。1953年初，协会会员超过6800万。
1950年代中后期，协会亦受到中苏交恶的影响。1960年2月，中宣部将协会总会党组移交给国务院外事办公室。同年8月，国务院外事办公室将协会总会机关移交由国家对外文化联络委员会。1965年，国家对外文化联络委员会更名为“中国人民对外文化友好协会”（中國人民對外友好協會前身），与协会总会机关合署办公。1966年9月17日，中苏友好协会更名为“中苏人民友好协会”。
文化大革命中，协会总会自行解体。中国外交部成立中国人民对外友好协会后，协会成为其下辖的一个会团，不再保留地方组织。1983年，协会与蘇中友好協會恢复互访。苏联解体后，改名为中国俄罗斯友好协会。